# Volvo Car Open 2019
Volvo Car Open 2019 - жіночий тенісний турнір, що проходив на кортах з ґрунтовим покриттям Family Circle Tennis Center на Daniel Island у Чарлстоні (США). Належав до категорії Premier в рамках Туру WTA 2019. Тривав з 1 до 7 квітня 2019 року. Це був 47-й за ліком Charleston Open.

## Очки і призові

### Розподіл очок
| Дисципліна              | П   | Ф   | ПФ  | ЧФ  | 1/8 | 1/16 | 1/32 | Q   | Q2  | Q1  |
| Жінки, одиночний розряд | 470 | 305 | 185 | 100 | 55  | 30   | 1    | 25  | 13  | 1   |
| Жінки, парний розряд    | 470 | 305 | 185 | 100 | 1   | Н/Д  | Н/Д  | Н/Д | Н/Д | Н/Д |

### Розподіл призових грошей
| Дисципліна              | П        | F       | ПФ      | ЧФ      | 1/8    | 1/16   | 1/32   | Q2     | Q1   |
| Жінки, одиночний розряд | $141,420 | $75,120 | $37,020 | $19,031 | $9,860 | $5,050 | $2,595 | $1,180 | $710 |
| Жінки, парний розряд    | $44,200  | $23,615 | $12,905 | $6,565  | $3,570 | Н/Д    | Н/Д    | Н/Д    | Н/Д  |

## Учасниці основної сітки в одиночному розряді

### Сіяні
| Країна     | Гравчиня            | Рейтинг1 | Сіяна |
| ---------- | ------------------- | -------- | ----- |
| США        | Слоун Стівенс       | 6        | 1     |
| Нідерланди | Кікі Бертенс        | 8        | 2     |
| Білорусь   | Арина Соболенко     | 9        | 3     |
| Латвія     | Анастасія Севастова | 12       | 4     |
| Данія      | Каролін Возняцкі    | 13       | 5     |
| Бельгія    | Елісе Мертенс       | 14       | 6     |
| Німеччина  | Юлія Гергес         | 15       | 7     |
| США        | Медісон Кіз         | 16       | 8     |
| Швейцарія  | Белінда Бенчич      | 20       | 9     |
| Латвія     | Олена Остапенко     | 23       | 10    |
| США        | Деніелл Коллінз     | 26       | 11    |
| Румунія    | Міхаела Бузернеску  | 32       | 12    |
| США        | Софія Кенін         | 34       | 13    |
| Австралія  | Айла Томлянович     | 40       | 14    |
| Греція     | Марія Саккарі       | 49       | 15    |
| Хорватія   | Петра Мартич        | 52       | 16    |

- 1 Рейтинг подано станом на 18 березня 2019.

### Інші учасниці
Нижче наведено учасниць, які отримали вайлд-кард на участь в основній сітці:
- Сабіне Лісіцкі
- Emma Navarro[2]
- Шелбі Роджерс

Учасниця, що потрапила в основну сітку завдяки захищеному рентингові: 
- Анна-Лена Фрідзам

Нижче наведено гравчинь, які пробились в основну сітку через стадію кваліфікації:
- Дестані Аява
- Лорен Девіс
- Франсеска Ді Лорензо
- Магдалена Френх
- Надія Кіченок
- Катерина Козлова
- Астра Шарма
- Мартіна Тревізан

Учасниці, що потрапили до основної сітки як a щасливий лузер:
- Конні Перрен

### Знялись з турніру
До початку турніру
- Б'янка Андрееску → її замінила  Ірина Хромачова
- Ешлі Барті → її замінила  Варвара Лепченко
- Ірина-Камелія Бегу → її замінила  Джессіка Пегула
- Алізе Корне → її замінила  Конні Перрен
- Дарія Гаврилова → її замінила  Вероніка Кудерметова
- Каміла Джорджі → її замінила  Тейлор Таунсенд
- Сє Шувей → її замінила  Фанні Штоллар
- Унс Джабір → її замінила  Медісон Бренгл
- Александра Крунич → її замінила  Лаура Зігемунд
- Бернарда Пера → її замінила  Наталія Віхлянцева
- Анастасія Потапова → її замінила  Крістина Плішкова
- Юлія Путінцева → її замінила  Сара Еррані
- Леся Цуренко → її замінила  Їсалін Бонавентюре
- Чжен Сайсай → її замінила  Менді Мінелла

## Учасниці основної сітки в парному розряді

### Сіяні
| Країна    | Гравчиня             | Країна   | Гравчиня           | Рейтинг1 | Сіяна |
| --------- | -------------------- | -------- | ------------------ | -------- | ----- |
| США       | Ніколь Мелічар       | Чехія    | Квета Пешке        | 23       | 1     |
| Чехія     | Луціє Градецька      | Словенія | Андрея Клепач      | 41       | 2     |
| США       | Ракель Атаво         | Словенія | Катарина Среботнік | 51       | 3     |
| Німеччина | Анна-Лена Гренефельд | Польща   | Алісія Росольська  | 56       | 4     |

- 1 Рейтинг подано станом на 18 березня 2019.

### Інші учасниці
Нижче наведено пари, які отримали вайлдкард на участь в основній сітці:
- Chloe Beck /  Emma Navarro
- Сара Еррані /  Мартіна Тревізан

## Переможниці

### Одиночний розряд
- Медісон Кіз —  Каролін Возняцкі, 7–6(7–5), 6–3

### Парний розряд
- Анна-Лена Гренефельд /  Алісія Росольська —  Ірина Хромачова /  Вероніка Кудерметова, 7–6(9–7), 6–2